# Sisaket (provincie)
Sisaket is een provincie in het noordoosten van Thailand, in het gebied dat ook wel Isaan wordt genoemd. In December 2002 had de provincie 1.458.969 inwoners, waarmee het de 9e provincie qua bevolking in Thailand is. Met een oppervlakte van 8840 km² is het de 21e provincie qua omvang in Thailand. De provincie ligt op ongeveer 571 kilometer van Bangkok. Sisaket grenst aan Yasothon, Ubon Ratchathani, Cambodja, Surin en Roi Et en ligt niet aan zee.

## Provinciale symbolen
|  | Het provinciale zegel van Sisaket. |

## Politiek

### Bestuurlijke indeling
De provincie is onderverdeeld in 20 districten (Amphoe) en 2 subdistricten (King Amphoe) namelijk:
| Amphoe \| 1. Mueang Si Sa Ket 2. Yang Chum Noi 3. Kanthararom 4. Kantharalak 5. Khukhan 6. Phrai Bueng 7. Prang Ku 8. Khun Han 9. Rasi Salai 10. Uthumphon Phisai \| 11. Bueng Bun 12. Huai Thap Than 13. Non Khun 14. Si Rattana 15. Nam Kliang 16. Wang Hin 17. Phu Sing 18. Muang Chan 19. Benchalak 20. Phayu \| | King Amphoe 21. Pho Si Suwan 22. Sila Lat |  |
| 1. Mueang Si Sa Ket 2. Yang Chum Noi 3. Kanthararom 4. Kantharalak 5. Khukhan 6. Phrai Bueng 7. Prang Ku 8. Khun Han 9. Rasi Salai 10. Uthumphon Phisai | 11. Bueng Bun 12. Huai Thap Than 13. Non Khun 14. Si Rattana 15. Nam Kliang 16. Wang Hin 17. Phu Sing 18. Muang Chan 19. Benchalak 20. Phayu |  |

## Geboren
- Suphanat Mueanta (2002), voetballer